# Aspitates forbesi
Aspitates forbesi là một loài bướm đêm trong họ Geometridae.